# Église orthodoxe ukrainienne du Canada

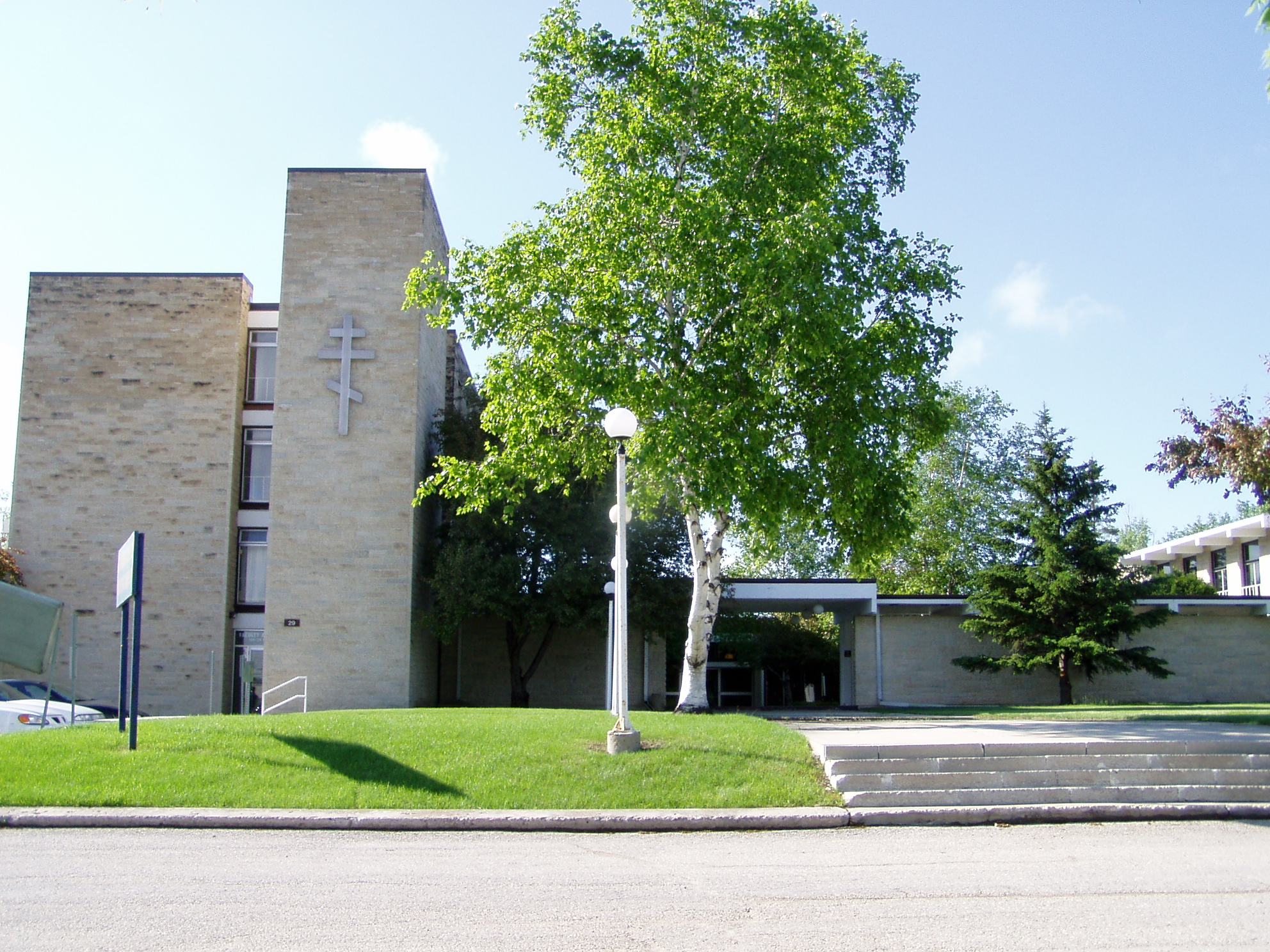
Collège Saint-André de Winnipeg (séminaire)

Pour les articles homonymes, voir Église orthodoxe ukrainienne.
L'Église orthodoxe ukrainienne du Canada, acronyme en anglais UOCC, est une des Églises orthodoxes née dans la diaspora ukrainienne. Elle est rattachée canoniquement au Patriarcat œcuménique de Constantinople. Le chef de l'Église porte le titre d'Archevêque de Winnipeg et du diocèse central, Métropolite du Canada, avec résidence à Winnipeg. Le titulaire actuel est Youri (Kalistchuk), depuis le 14 juillet 2010).
L'Église est membre du Conseil canadien des Églises.

## Histoire

### Origine
Les Ukrainiens qui s'installèrent au Canada à la fin du XIXe siècle et au début du XXe siècle étaient pour la plupart originaires de l'Ukraine occidentale, principalement de deux provinces : la Galicie et la Bucovine.
Les colons venus de Galicie étaient majoritairement grecs-catholiques, et ils avaient des relations difficiles avec la hiérarchie catholique locale de tradition et de discipline latine. Les originaires de Bucovine étaient, quant à eux, majoritairement orthodoxes. Ces orthodoxes furent d'abord servis par la Mission orthodoxe russe (qui faisaient partie de l'Église de Russie). La Mission orthodoxe russe était alors établie dans le nord-ouest de l'Amérique du Nord depuis l'Alaska. De nombreux prêtres d'origine ukrainienne servaient dans la Mission.

### Juridiction autonome de Patriarcat œcuménique
En 1990, l'Église fut reçue dans la juridiction du Patriarcat œcuménique. Cette même année, le nom de l'Église fut changé d'« Église grecque-orthodoxe ukrainienne du Canada » en « Église orthodoxe ukrainienne du Canada ».
Le 25 août 2023, le métropolite Hilarion a appelé le clergé à discuter dans leurs paroisses de la possibilité de passer au сalendrier julien révisé après la transition des églises chrétiennes en Ukraine. Le 1er décembre 2023, il est devenu connu qu'à partir du 20 décembre 2023, l'UOC du Canada passerait au сalendrier julien révisé.

## Organisation

### Diocèses et évêques
Dans la tradition (slave) ukrainienne, le métropolite est le chef de l'Église et le primat, il est suivi par les archevêques et les évêques.
Au niveau de l'Église orthodoxe ukrainienne du Canada, le métropolite est toujours Archevêque de Winnipeg et du diocèse central, Métropolite du Canada. Les deux évêques suivants sont toujours Archevêque d'Edmonton et du diocèse occidental et Archevêque de Toronto et du diocèse oriental. Le quatrième évêque est toujours Évêque de Saskatoon, vicaire du diocèse central. Habituellement, l'Église n'a que quatre évêques, mais si besoin est, il peut y avoir un Évêque de Montréal, vicaire du diocèse oriental et un Évêque de Vancouver, vicaire du diocèse occidental.
Le diocèse central comprend les provinces de la Saskatchewan et du Manitoba, ainsi que le territoire du Nunavut. Le diocèse occidental comprend les provinces de l'Alberta et de la Colombie-Britannique, ainsi que les territoires du Nord-Ouest et du Yukon. Le diocèse oriental comprend les provinces de l'Ontario, du Québec, du Nouveau-Brunswick, de la Nouvelle-Écosse, de l'Île-du-Prince-Édouard et de Terre-Neuve-et-Labrador.

### Séminaire
Pour la formation de son clergé, l'Église dispose du Collège Saint-André de Winnipeg. Le collège est rattaché à l'Université du Manitoba.

## Relations avec les autres Églises
Depuis son intégration dans le Patriarcat œcuménique, l'Église est en communion avec les autres Églises orthodoxes canoniques.
Avec l'Église orthodoxe ukrainienne des États-Unis, elle forme la Conférence permanente des Évêques orthodoxes ukrainiens en dehors des frontières de l'Ukraine.